# 默托峰
85°41′S 130°15′W / 85.683°S 130.250°W
默托峰（英語：Murtaugh Peak）是南極洲的山峰，位於瑪麗伯德地，處於威斯康辛山脈西北面7公里，海拔高度3,085米，屬於霍利克山脈中威斯康辛山脈的一部分，美國地質調查局根據測量和該國海軍的空中照片繪入地圖，現時由南極條約體系管理。